# Bulahdelah
Bulahdelah – miasto w Australii, w stanie Nowa Południowa Walia.